# Конопад
Конопад — опустевшая деревня в Селижаровском муниципальном округе Тверской области.

## География
Находится в западной части Тверской области на расстоянии приблизительно 3 км на юго-запад по прямой от административного центра округа поселка Селижарово на правом берегу Волги.

## История
Деревня была показана ещё на карте 1825 года. В 1859 году здесь (деревня Осташковского уезда Тверской губернии) было учтено 4 двора, в 1941 — 9. До 2020 года входила в состав Селищенского сельского поселения Селижаровского района до их упразднения. Ныне имеет характер урочища.

## Население
Численность населения: 24 человека (1859 год), 0 как в 2002 году, так и в 2010.